# Junkerdalen

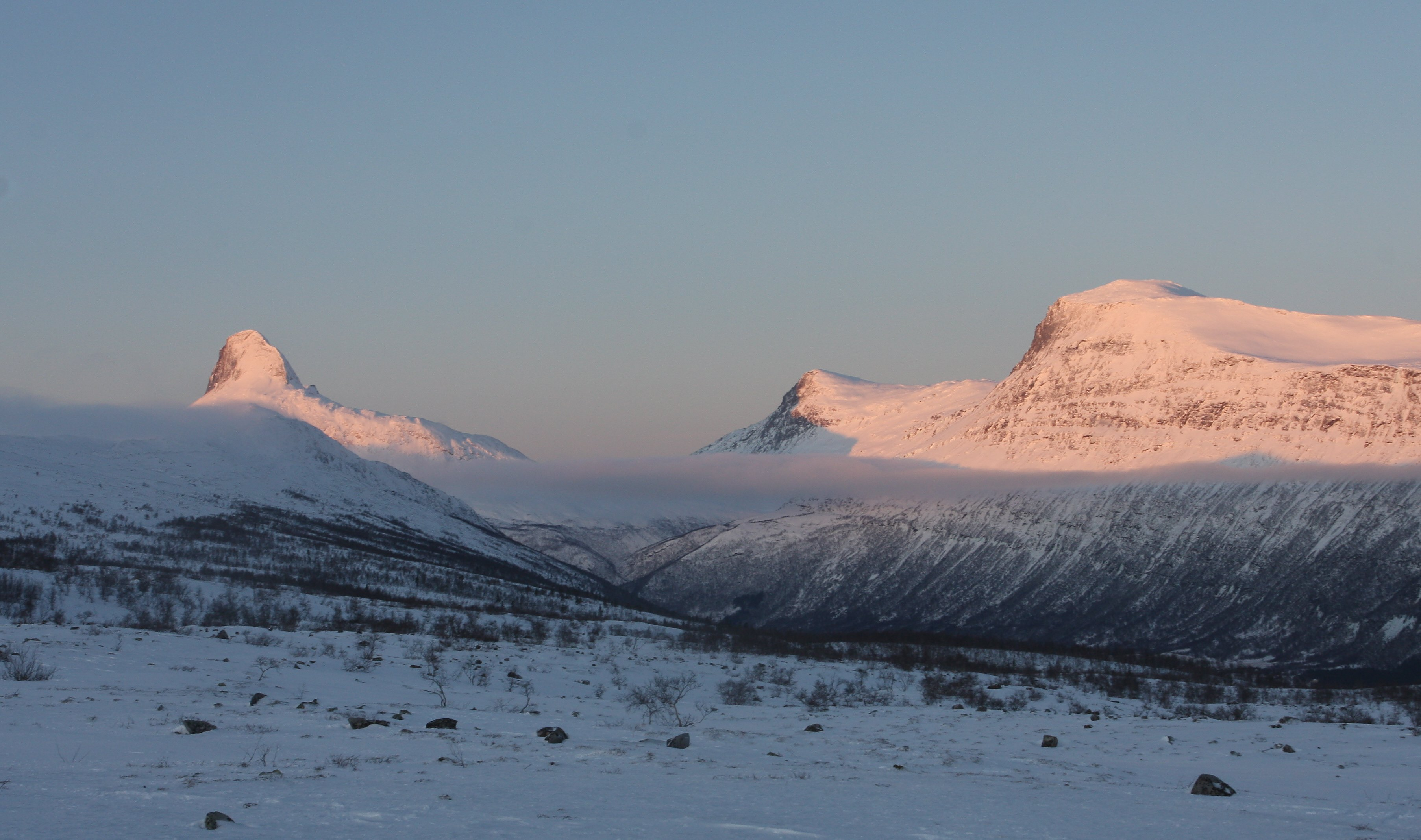
Junkerdalen

Junkerdalen oder auch Junkertal ist der Name einer Landschaft in der norwegischen Provinz Nordland an der schwedischen Grenze. Die Straße 77 zweigt von der E6 nach Osten ab und führt zu dem Touristenzentrum, von dem aus man den im Jahr 2004 eingerichteten Junkerdal-Nationalpark besuchen kann. Der Park umfasst ein Gebiet von 682 km²
In der dicht bewaldeten Landschaft findet man unter anderem Pflanzen, die sonst nur viel weiter südlich gedeihen, wie arktische Orchideen.